# Thomas Bihl
Thomas Bihl (* 1975 in Burghausen) ist ein deutscher Pokerspieler. Er gewann 2007 das erste außerhalb der Vereinigten Staaten ausgespielte Bracelet der World Series of Poker.

## Persönliches
Bihl machte nach seinem Abitur zunächst eine Ausbildung zum Bankkaufmann und war anschließend als Aktienhändler tätig. 2002 machte er sich im Bereich Sportwetten-Arbitrage selbständig.

## Pokerkarriere
2004 begann Bihl mit dem Pokern. Er spielt online unter dem Spitznamen „Buzzer“ (Kurzform von „Buzzer Beater“) und bevorzugt nach eigenem Bekunden Shorthanded-Tische (nur sechs Spieler) und Sit and Gos.
Bihl gewann 2007 bei der World Series of Poker Europe in London als fünfter Deutscher nach Matthias Rohnacher, Eduard Scharf, Katja Thater und Michael Keiner ein Bracelet der World Series of Poker (WSOP). Bihl setzte sich bei einem Turnier in der gemischten Variante H.O.R.S.E. durch und erhielt für seinen Sieg mehr als 70.000 Britische Pfund. Zweite wurde Jennifer Harman, die im Heads-Up streckenweise viermal so viele Chips hatte wie Bihl. Im Dezember 2007 veröffentlichte er zusammen mit Katja Thater, Michael Keiner, Sebastian Ruthenberg und Stephan Kalhamer das Buch Poker Matrix – Dimensionen des Erfolgs. Seine bis dato letzte Geldplatzierung erzielte Bihl bei der WSOP 2015.
Insgesamt hat sich Bihl mit Poker bei Live-Turnieren über 400.000 US-Dollar erspielt.